# The Meters
The Meters é uma banda funk de Nova Orléans, Louisiana.

## Discografia
Álbuns de estúdio
- The Meters (1969), Josie
- Look-Ka Py Py (1969), Josie
- Struttin' (1970), Josie
- Cabbage Alley (1972), Reprise
- Rejuvenation (1974), Reprise
- Fire on the Bayou (1975), Reprise
- Trick Bag (1976), Reprise
- New Directions (1977), Warner Bros.

Coletâneas
- The Best of The Meters (1975), Mardi Gras, Virgo
- Good Old Funky Music (1990), Rounder[1]
- Funky Miracle (1991), Charly
- Fundamentally Funky (1994), Charly
- Funkify Your Life: The Meters Anthology (1995), Rhino
- Kickback (2001), Sundazed
- Zony Mash (2003), Sundazed

Álbuns ao vivo
- Uptown Rulers: The Meters live on the Queen Mary (1992), Rhino
- Live at the Moonwalker (1993), Lakeside
- Fiyo at the Fillmore, Volume 1 (2003), Too Funky - como The Funky Meters